# Подорожник великий
Подорожник великий (Plantago major L., Plantago borysthenica Rogow.) — багаторічна трав'яниста рослина родини подорожникових. Місцеві назви — бабка, порізник, ранник тощо.

## Етимологія назви
Дозріле насіння подорожника, намокаючи, стає клейкими. Разом з брудом насіння налипає на чоботи перехожих і подорожує з ними. Тому міжнародна ботанічна назва подорожника — плантаго майор (Plantago major); латиною «plantago» означає: «ступня» і «слідувати», тобто «супутник», і «майор» (major) — «великий».

## Будова

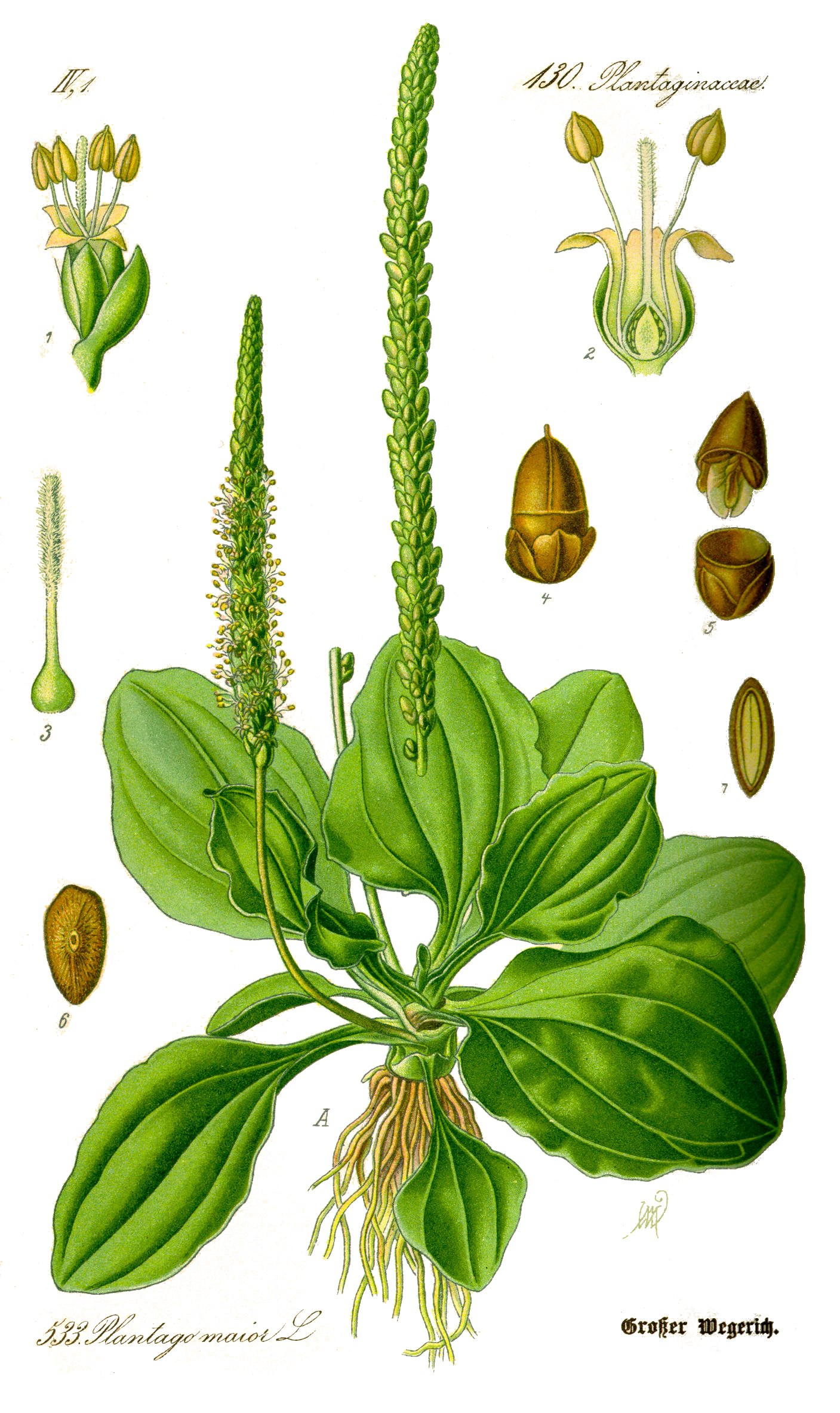
Ботанічна ілюстрація подорожника великого

Стебло 10 — 60 см заввишки, з коротким кореневищем і розеткою прикореневих листків, безлисте, тонкоборознисте, голе або трохи опушене. Листки яйцеподібні або еліптичні з трьома-сімома жилками, цілокраї, голі, з клиноподібною основою і розширеним жолобчастим черешком, що за довжиною дорівнює пластинці. Суцвіття (5-15 см завдовжки) довгоциліндричне, колосоподібне, при основі рідкувате. Приквітки яйцеподібні, тупі, за довжиною дорівнюють чашечці. Квітки дрібні, з приквітками, правильні, зрослопелюсткові. Чашечка чотирироздільна з овальними тупими, перетинчастими частками, віночок (до 3 мм завдовжки) буруватий, сухий, плівчастий, трубчастий з яйцеподібними тупуватими частками. Тичинок чотири з фіолетовими або жовто-бурими пиляками, маточка одна з верхньою зав'яззю, одним стовпчиком і дволопатевою приймочкою. Плід — багатонасінна темно-коричнева яйцеподібна коробочка (0,7 — 1,2 мм завдовжки).

## Поширення
Подорожник великий росте на галявинах, луках, уздовж просік, на лісокультурних площах і як бур'ян на розсадниках. Тіньовитривала рослина. Цвіте у травні — липні. Лікарська рослина.
Поширений по всій Україні. Заготовляють у всіх областях України. Запаси сировини значні.
Одна рослина восени дає від 8 до 60 тисяч насінин. Тому подорожник дуже швидко розселяється по всіх дорогах — скрізь, де ступає нога людини.
Насіння подорожника через океан потрапило в Америку. Воно потрапили туди разом з брудом на чоботях завойовників і перших поселенців. В Америці не було такої рослини; вона з'явилася разом з європейцями, навколо їхніх помешкань і по дорогах, де вони проходили. Через це індіанці влучно назвали його: «слід білого».

## Інші види
Подорожник середній (Plantago media L.) Відрізняється від попереднього виду шорстко-пухнастим опушенням, еліптичними листками з черешком, у кілька разів коротшим від пластинки. Росте як бур'ян на лісокультурних площах, лісосіках, трапляється на полянах, уздовж доріг, залугованих ділянках. Рослина тіньовитривала. Поширена по всій Україні.
Подорожник ланцетолистий — (Plantago lanceolata L.) Листки ланцетні або вузьколанцетні, гострі, дрібнозубчасті по краю, з довгим черешком. Росте в мішаних лісах, на галявинах, лісосіках луках, лісових розсадниках, серед чагарників. Поширений по всій Україні.

## Практичне використання
Лікарська, харчова, пилконосна й косметична рослина.
У науковій медицині використовують листки подорожника великого, середнього і ланцетолистого — Folia Plantaginis. Препарати з подорожника мають тонізуючу дію, збуджують апетит, сприяють підвищенню гемоглобіну у крові, позитивно діють при гострих шлунково-кишкових захворюваннях (гастритах, ентероколітах), виразках шлунка і дванадцятипалої кишки, як ранозагоювальний засіб. Консервований у спирті сік подорожника — чудовий відхаркувальний засіб, особливо при коклюші і туберкульозі. Екстракт рослини має протисклеротичну дію, знижує вміст холестерину у крові. Розтерті листки подорожника прикладають до ран, фурункулів, набряків внаслідок удару, при запаленнях шкіри, укусах комах.
Листки містять глікозид аукубін, гіркі й дубильні речовини, каротин, вітаміни С і К, лимонну кислоту.
У народній медицині листки використовують як кровоспинний і ранозагоювальний засіб, при ударах, порізах, наривах, носових кровотечах; усю рослину — при гастритах, проносі, виразках, внутрішніх ранах, при хворобах нирок, серця, гіпертонії, туберкульозі легень, бронхіальних запаленнях, хворобах печінки та при жовтяниці, при хворобах ясен, очей, зубному болю. Листки прикладають до шкіри при рожистих запаленнях. Насіння подорожника містить слиз, аукубін, білкові й дубильні речовини, жирну олію, ферменти, смоли. У народній медицині їх застосовують при запальних процесах у шлунку, кишечнику та при хронічних запорах. Насіння є також добрим кормом для птахів. Корені подорожника використовують при запаленні нирок і сечового міхура.
У гомеопатії використовують есенцію зі свіжої рослини. У ветеринарії порошок з сухих листків використовують для лікування сибірки.
Свіжі і квашені листки подорожника вживають в їжу як салат, з них готують перші страви: супи й бульйони. Насіння подорожника, заквашене з молоком, вважають смачною і корисною приправою до м'ясних і рибних страв.
Подорожники — добрі пилконоси, особливо подорожник середній. Подорожник ланцетолистий добре поїдає худоба, особливо в сіні.
Сік подорожника входить до складу деяких косметичних лосьйонів для догляду за шкірою.

## Збирання, переробка та зберігання
Збирають листки у період цвітіння, зриваючи їх руками або зрізуючи ножами, не ушкоджуючи при цьому підземних органів. Листки складають нещільно в кошики або мішки і відправляють на переробку. Сушать на горищах, під наметами, розстилаючи тонким шаром на папері або тканині. Припиняють сушити тоді, як черешки починають відламуватися. Висушені листки пакують у тюки вагою по 50 кг. Зберігають у сухих, добре провітрюваних приміщеннях. Термін зберігання — два роки.